# Aleksandr Pierfiljew
Aleksandr Michajłowicz Pierfiljew, ros. Александр Михайлович Перфильев (ur. 19 września 1895 w Czycie, zm. 23 lutego 1973 w Monachium) – rosyjski wojskowy (esauł), emigracyjny dziennikarz, publicysta, pisarz i poeta, redaktor prasy kolaboracyjnej podczas II wojny światowej.
Uczył się w korpusie kadetów, ale go nie ukończył. Następnie ukończył kozacką szkołę w Orenburgu. Służył w 1 Nerczyńskim Pułku Kozackim, a następnie Mieszanej Sotni Kozackiej. Brał udział w I wojnie światowej. Kilkakrotnie był ranny. Został odznaczony Krzyżem św. Jerzego. Awansował do stopnia esauła. Jednocześnie od 1915 r. pisał artykuły do pism "Огонёк", "Солнце России", czy "Нивa". W 1918 r. wstąpił do wojsk Białych. Dostał się do niewoli bolszewickiej. Po roku wyszedł na wolność. Ukrywał swoją prawdziwą tożsamość. W 1921 r. nielegalnie przedostał się na Łotwę. Podjął współpracę z wieloma pismami rosyjskimi, takimi jak "Рижский Курьер", "Русское слово", "Маяк", "Русская Жизнь", "Новый Голос", "Сегодня". Zajmował się też pisaniem pieśni i romansów, a także tekstów piosenek dla artystów estradowych. Używał pseudonimów literackich "Александр Ли", "Шерри-Бренди" i "Л. Гантимуров". W 1929 r. w Rydze opublikowano zbiór jego wierszy pt. "Снежная месса", w 1929 r. "Листопад", zaś w 1937 r. "Ветер с севера". Po zajęciu Łotwy przez Armię Czerwoną w poł. 1940 r., pracował jako nocny stróż. Podczas okupacji niemieckiej redagował czasopismo "Для Вас" i gazetę "Двинский Вестник". W 1942 r. wyszedł zbiór jego opowiadań wspomnieniowych pt. "Человек без воспоминаний". Jesienią 1944 r. ewakuował się do Berlina. Po zakończeniu wojny zamieszkał w Monachium, gdzie w 1947 r. został opublikowany kolejny zbiór jego opowiadań pt. "Когда горит снег". Pracował w redakcjach pism humorystycznych "Петрушка" i "Сатирикон" oraz czasopisma "Свобода", a następnie gazety "Русская Мысль". Uczestniczył w audycjach radiowych w Radiu "Wolna Europa". Pośmiertnie ukazały się "Литературное наследие А. М. Перфильева (Александра Ли)" i "Стихи".